# اشبی مگنا
اشبی مگنا (به انگلیسی: Ashby Magna) یک روستا و محله مدنی در بریتانیا است که در هاربرو واقع شده‌است. اشبی مگنا ۳۴۷ نفر جمعیت دارد.